# Allorhogas costaricensis
Allorhogas costaricensis är en stekelart som beskrevs av Marsh 2002. Allorhogas costaricensis ingår i släktet Allorhogas och familjen bracksteklar. Inga underarter finns listade i Catalogue of Life.